# Людвіг IV (курфюрст Пфальцу)
Людвіг IV, на прізвисько Лагідний (нім. Ludwig IV., Der Sanftmütige; 1 січня 1424, Гейдельберг — 13 серпня 1449, Вормс) — курфюрст Пфальцу в 1436—1449 роках з династії Віттельсбахов. Син Людвіга III.

## Біографія
Стояв на стороні Базельського собору і виставленого їм антипапи Фелікса V; відзначився як захисник Ельзаса проти арманьяков.
У 1445 році він одружився з Маргаритою Савойською, вдовою короля Людовика III і дочкою князя Амадея VIII Савойського. З нею у нього був єдиний син, Філіпп (14 липня 1448 — 28 лютого 1508). Коли він помер у 1449 році, у віці 25 років, у Вормсі, його брат Фрідріх успадкував Пфальц. Людвіг був похований у церкві Святого Духа в Гейдельберзі.